# Alpi della Zillertal
Le Alpi della Zillertal (Zillertaler Alpen in tedesco) sono una sottosezione delle Alpi dei Tauri occidentali. Si trovano a cavallo del confine tra l'Italia (Provincia autonoma di Bolzano) e l'Austria (Tirolo e Salisburghese). Prendono il nome dalla valle austriaca Zillertal intorno alla quale il gruppo alpino è collocato e sono formate dalle Alpi Breonie Orientali e Alpi Aurine. La vetta più alta è il Gran Pilastro che raggiunge i 3.510 m s.l.m..

## Classificazione

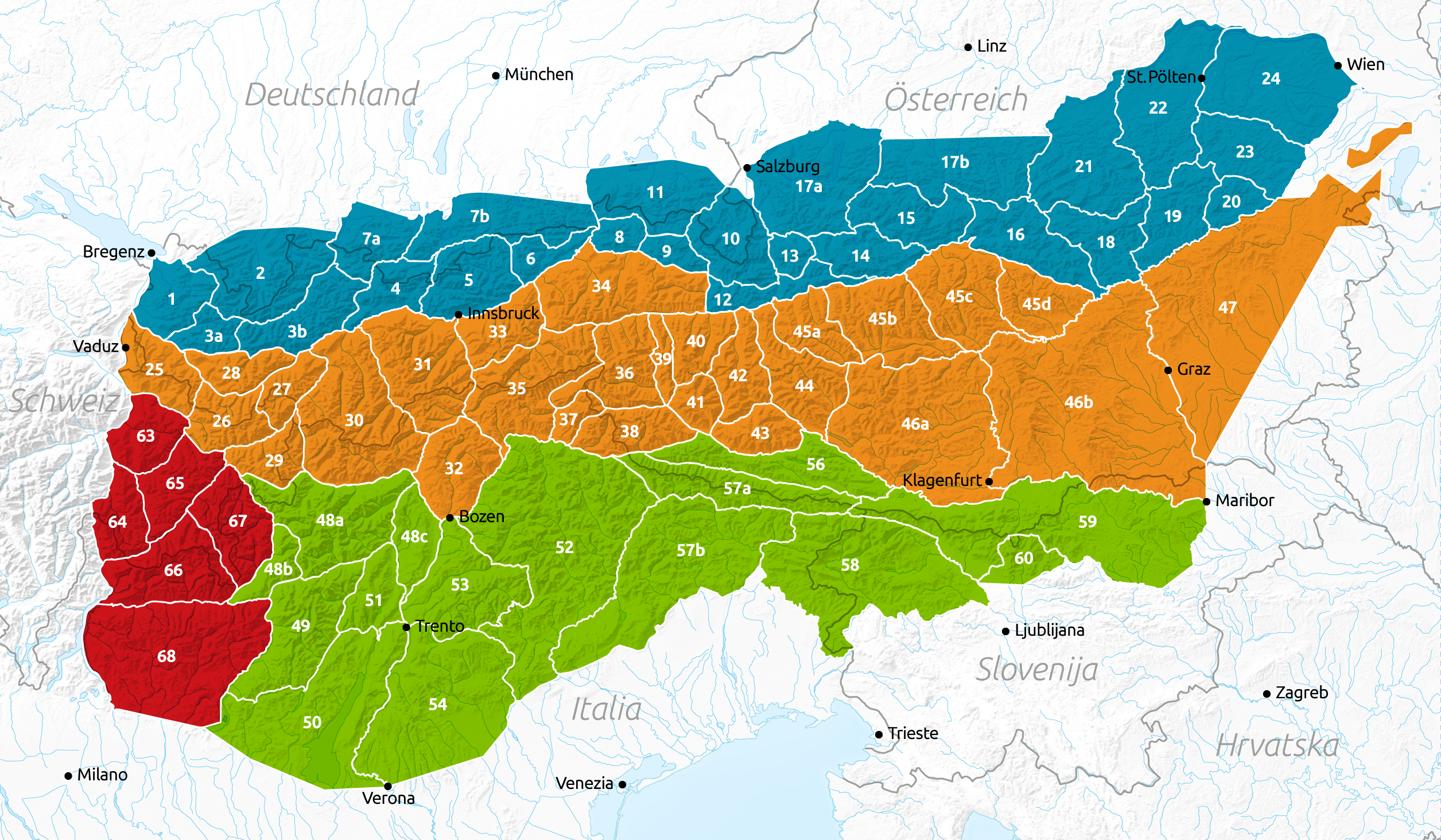
Le Alpi della Zillertal secondo l'AVE sono individuate dal numero 35.

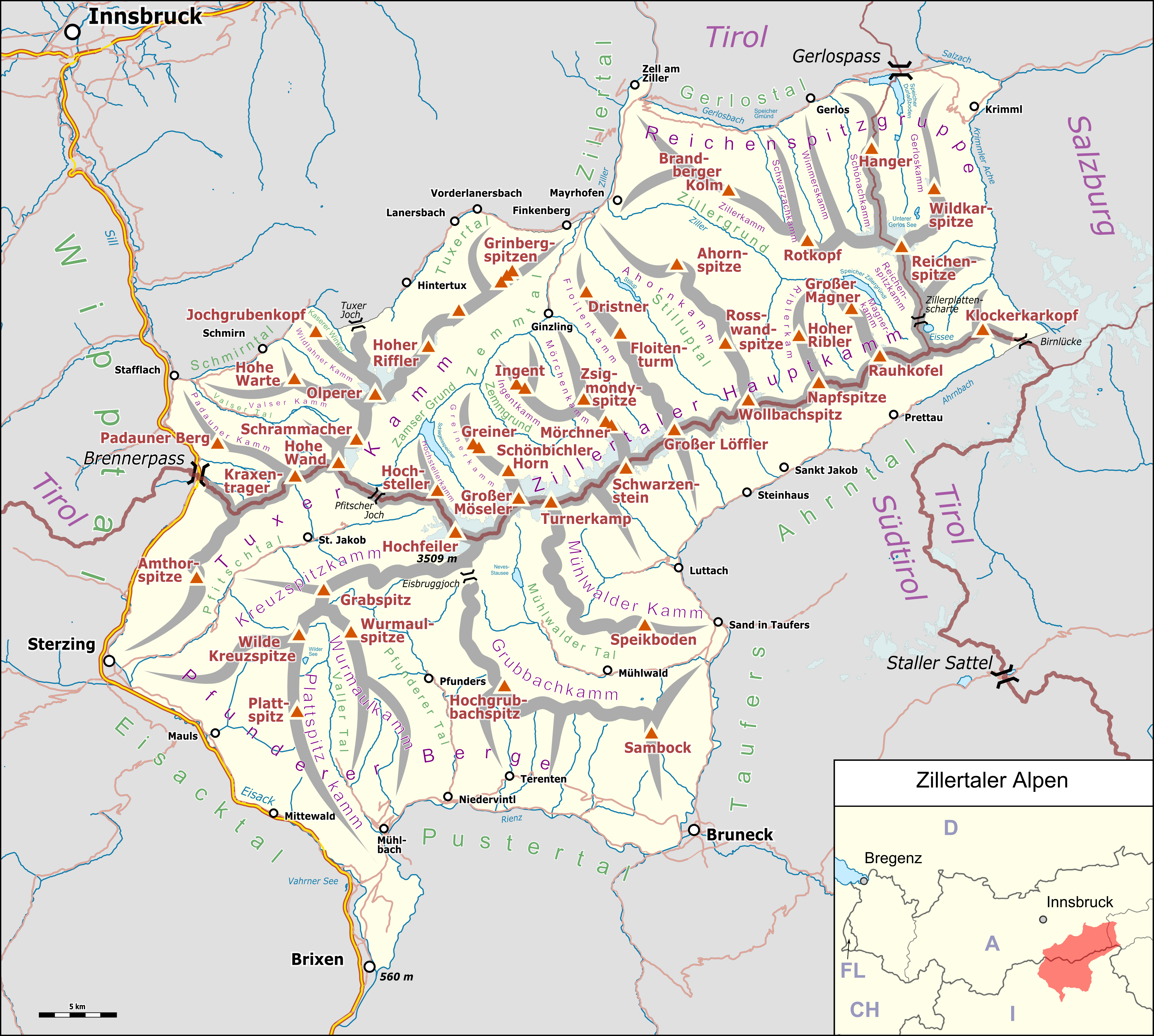
Cartina dettagliata del gruppo montuoso.

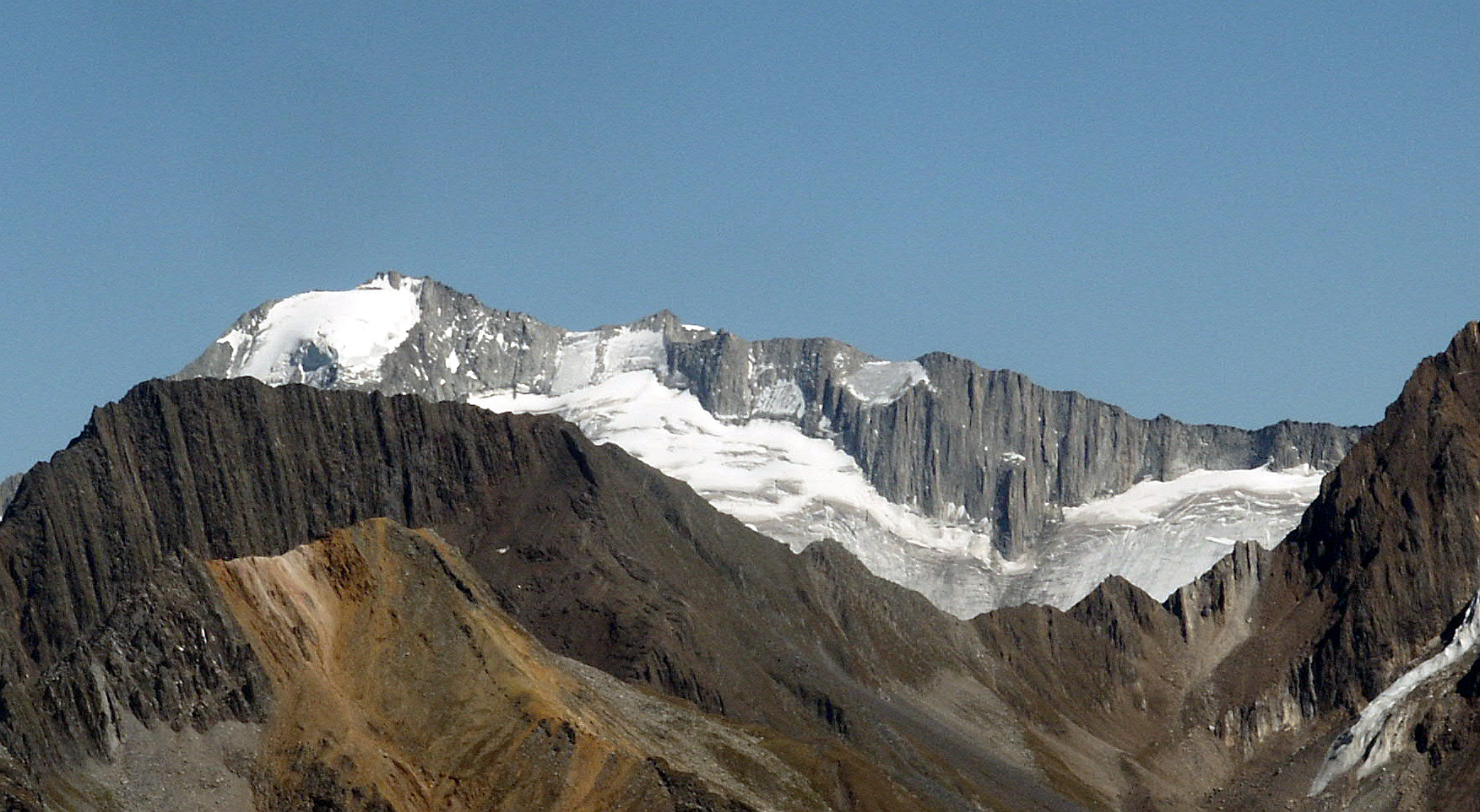
Il Grande Mèsule

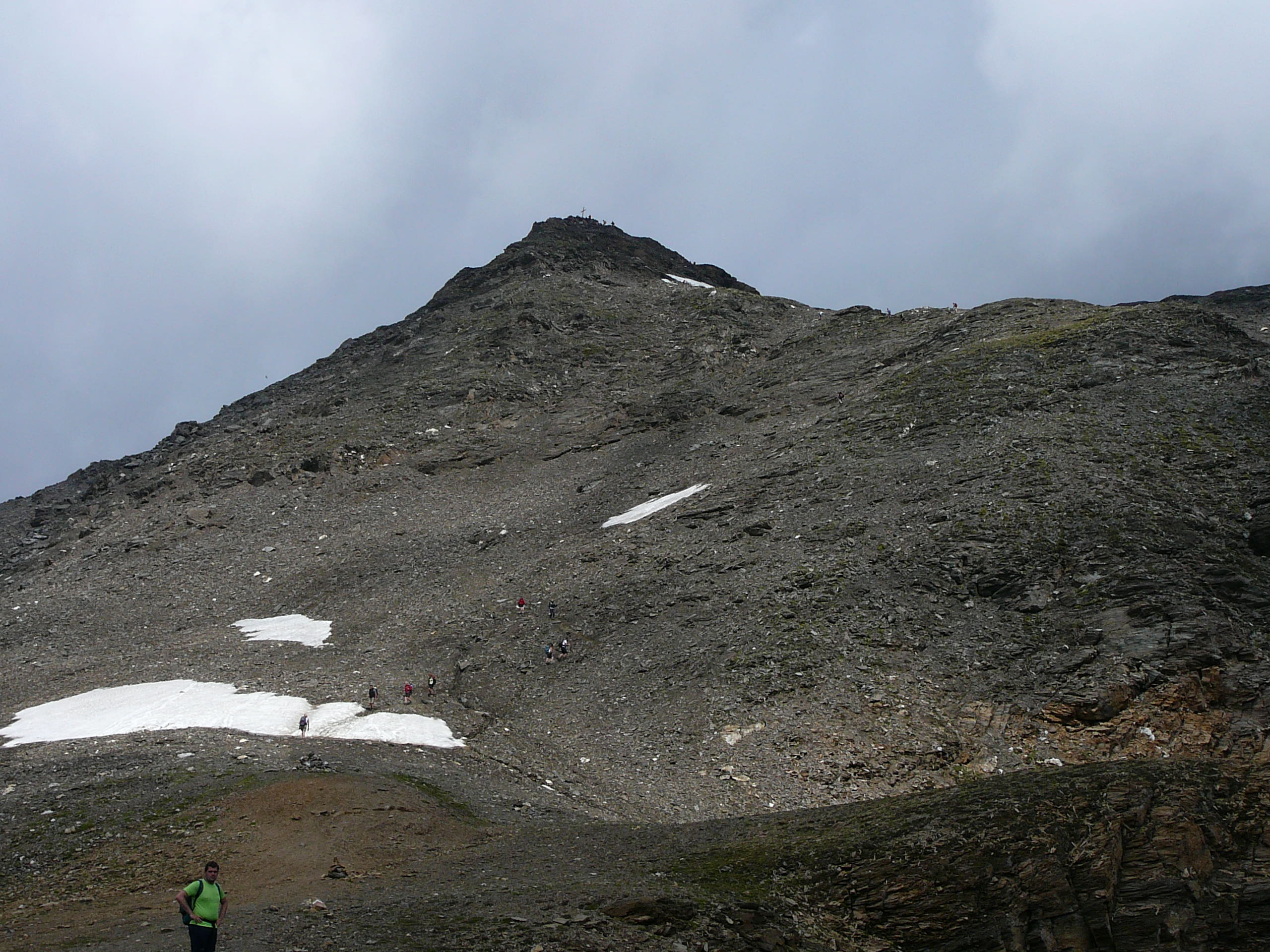
Il picco della Croce

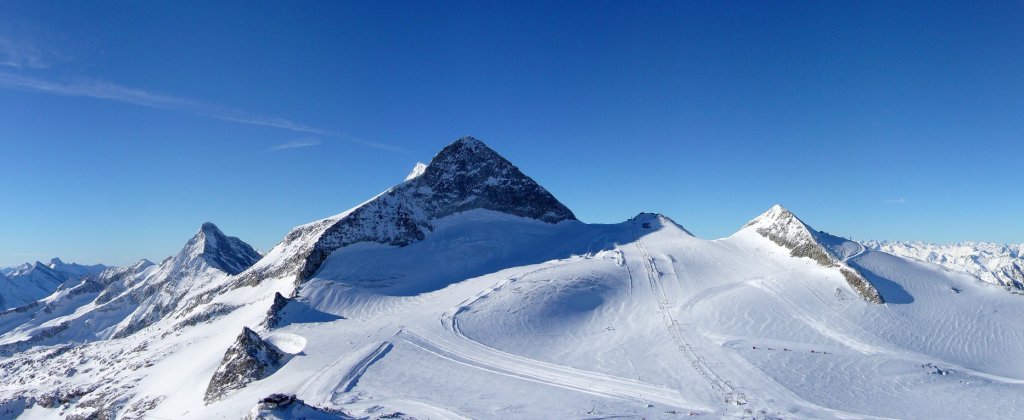
Olperer

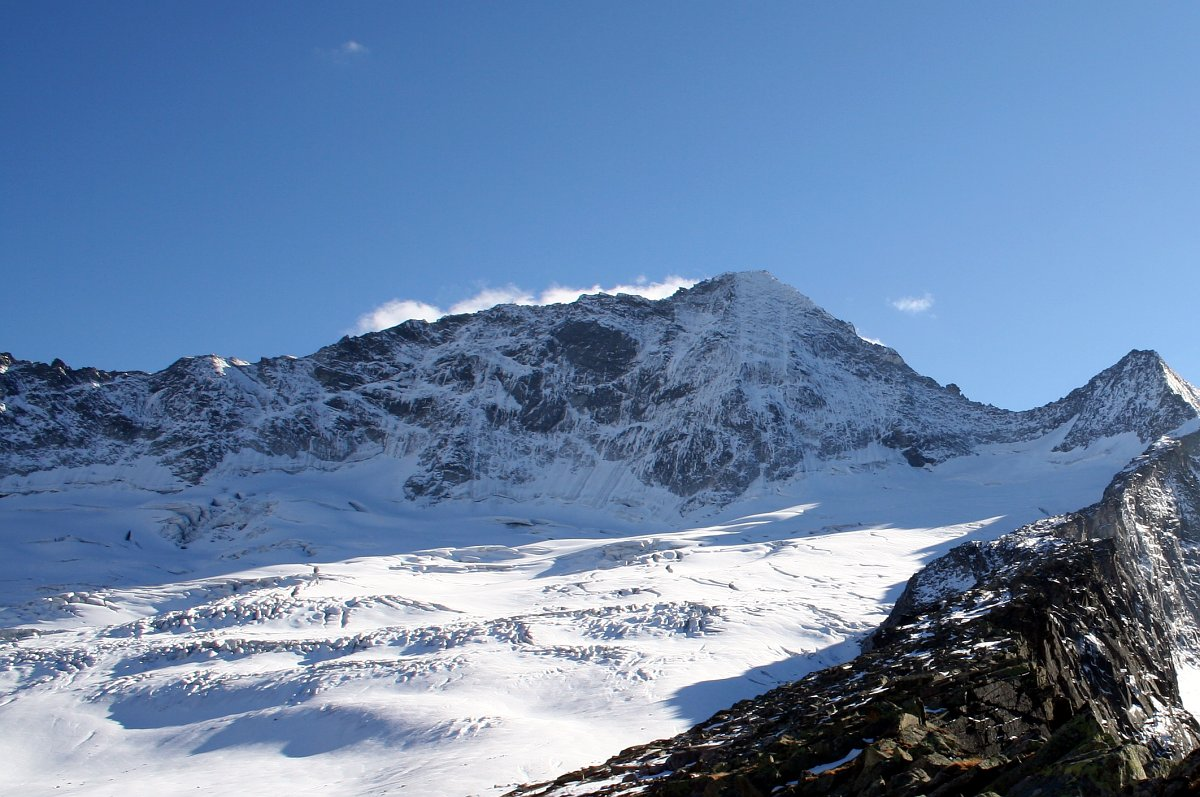
Cima di Campo

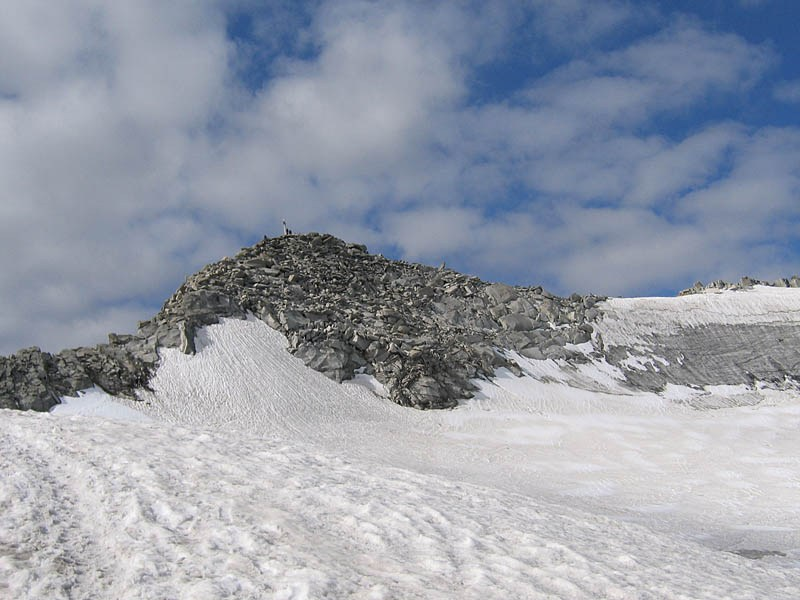
Sasso Nero

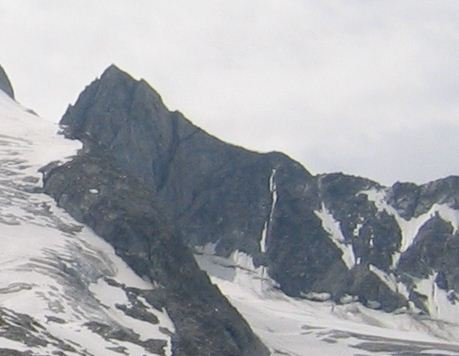
Reichenspitze

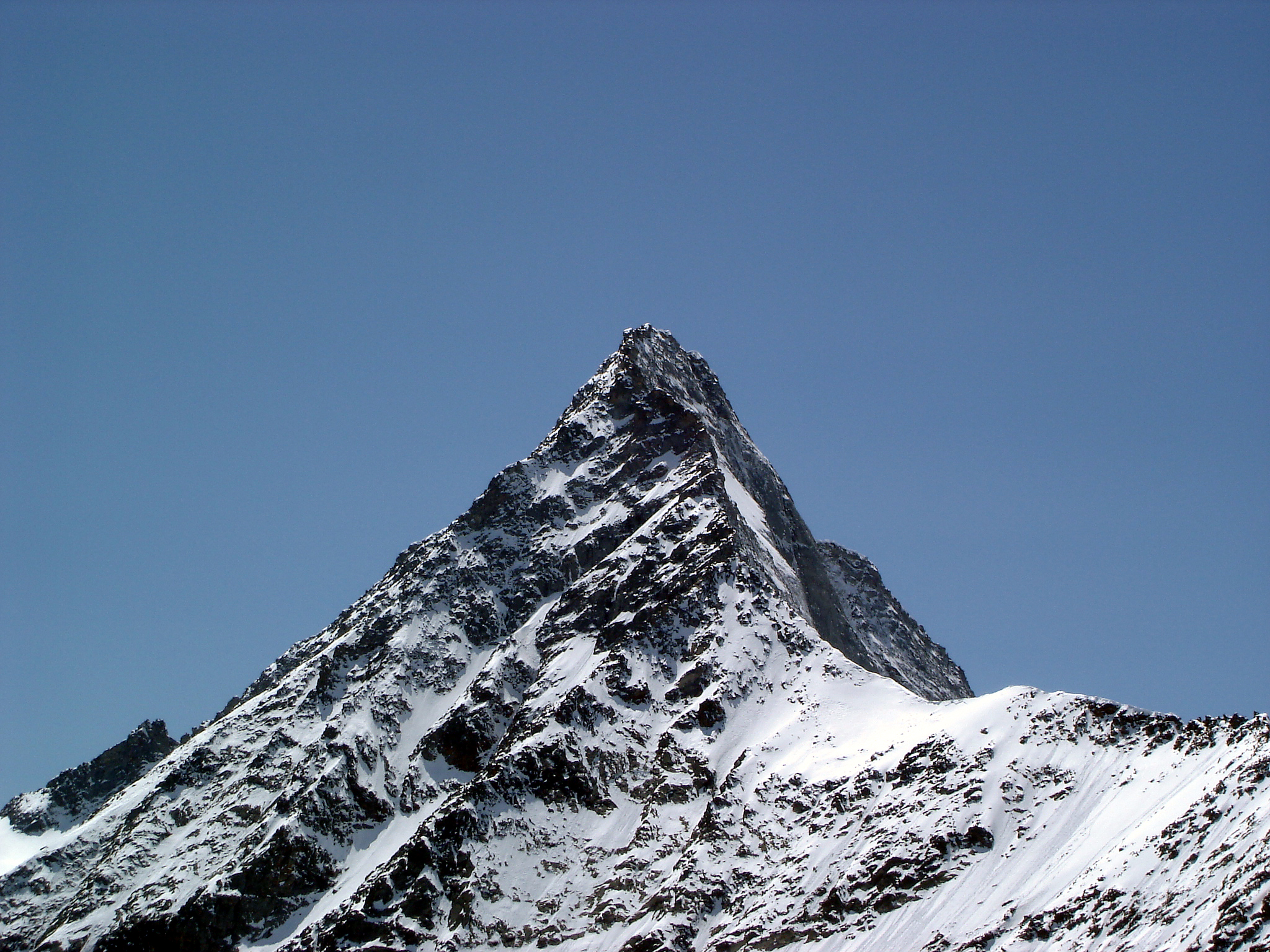
Schrammacher

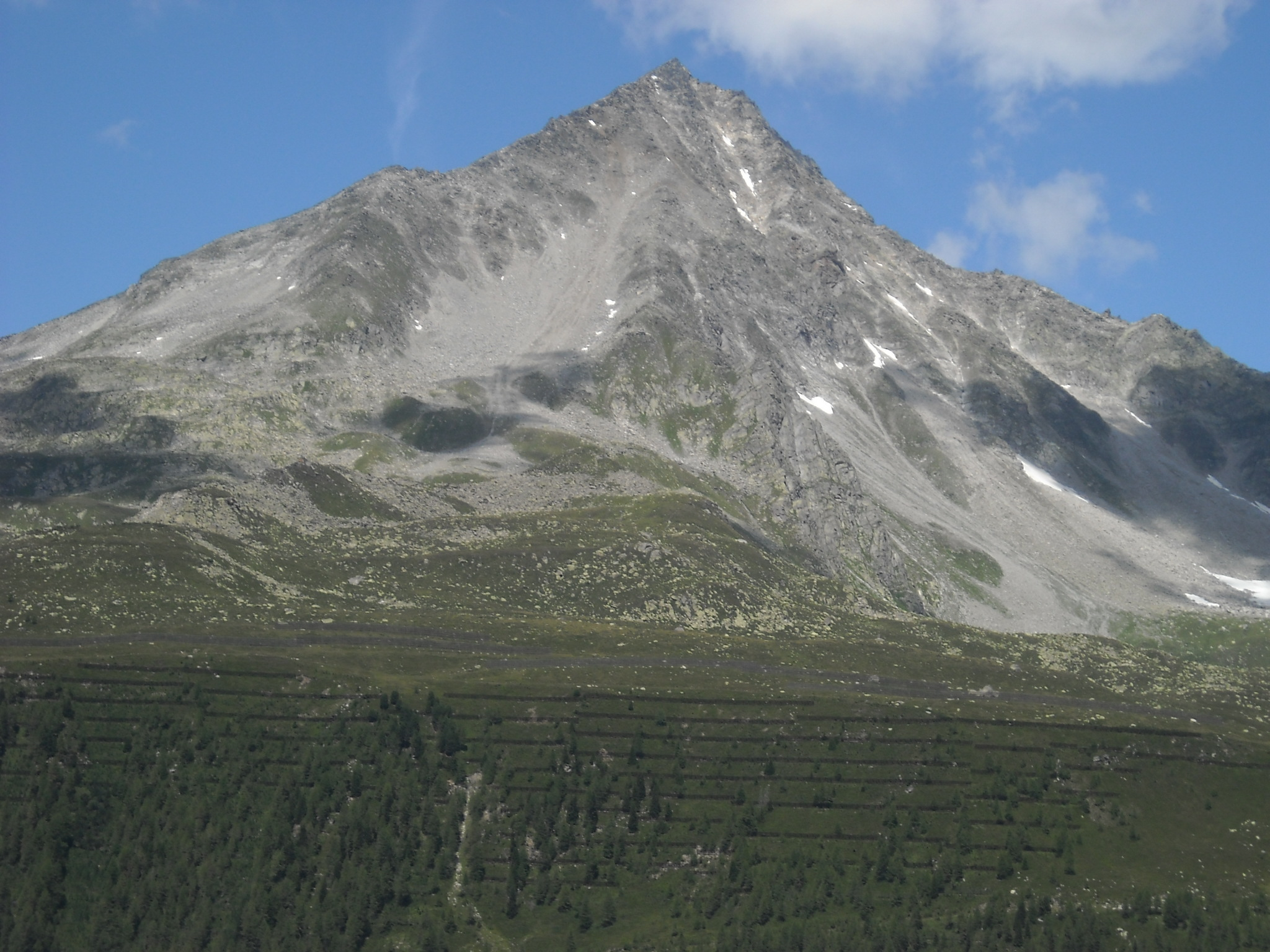
Monte_Fumo

Secondo la Partizione delle Alpi del 1926 questo gruppo alpino era parte delle più ampie Alpi Noriche.
Secondo la SOIUSA sono una sottosezione alpina con la seguente classificazione:
- Grande Parte = Alpi Orientali
- Grande Settore = Alpi Centro-orientali
- Sezione = Alpi dei Tauri occidentali
- Sottosezione = Alpi della Zillertal
- Codice = II/A-17.I.

Secondo l'AVE costituiscono il gruppo n. 35 di 75 nelle Alpi Orientali.

## Confini
Il gruppo confina a nord con le Alpi Scistose Tirolesi separato dal Tuxerjoch; ad est con gli Alti Tauri separato dalla Forcella del Picco; a sud con le Dolomiti separato dal fiume Isarco e dal suo affluente Rienza; ad ovest con le Alpi dello Stubai (nelle Alpi Retiche orientali) separato dal passo del Brennero.

## Suddivisione

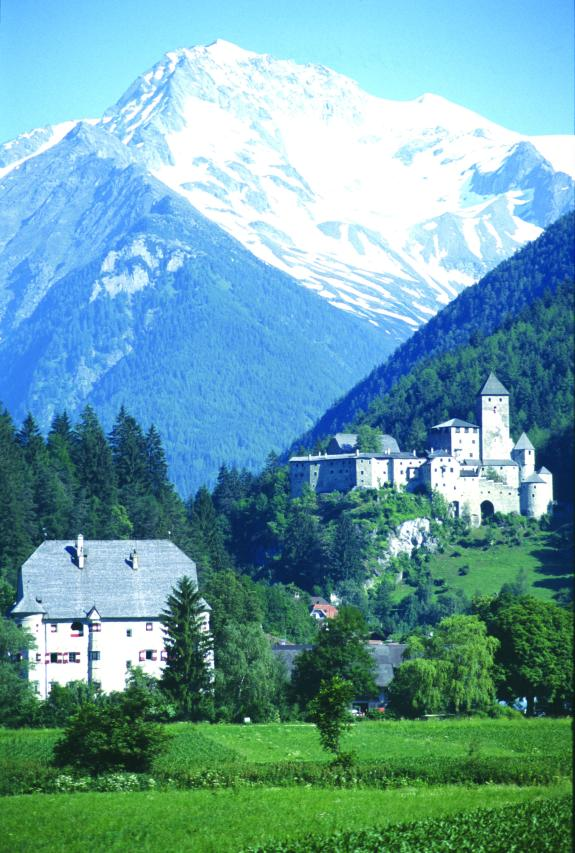
La catena delle Alpi della Zillertal, vista dal comune di Campo Tures posto a meridione

Secondo la SOIUSA le Alpi della Zillertal sono suddivise in quattro supergruppi e nove gruppi (tra parentesi sono indicati i codici SOIUSA dei supergruppi, gruppi e sottogruppi):
- Catena Croda Alta-Olperer (A)[2]
  - Gruppo Gerla-Croda Alta (A.1)
  - Gruppo dell'Olperer (A.2)
- Gruppo del Gran Pilastro (B)
  - Catena Gran Pilastro-Punta di Valle (B.3)
  - Catena Nord-occidentale della Zillertal (B.4)
    - Dorsale dell'Hochsteller (B.4.a)
    - Dorsale del Greiner (B.4.b)
    - Dorsale Mörchen-Igent (B.4.c)
      - Costiera del Mörchen (B.4.c/a)
      - Costiera dell'Igent (B.4.c/b)

    - Dorsale del Floiten (B.4.d)
    - Dorsale dell'Ahorn (B.4.e)

  - Catena Cima Cadini-Monte Fumo (B.5)
    - Costiera della Cima Cadini (B.5.a)
    - Costiera del Monte Fumo (B.5.b)
- Monti di Fundres (C)
  - Catena Picco della Croce-Cima Piatta-Cima Valmaia (C.6)
    - Costiera del Picco della Croce (C.6.a)
    - Costiera della Cima Valmaia (C.6.b)
    - Costiera della Cima Piatta (C.6.c)

  - Catena Monte Gruppo-Selva dei Mulini (C.7)
    - Costiera del Monte Gruppo (C.7.a)
    - Costiera della Selva dei Mulini (C.7.b)
- Gruppo del Reichenspitze (D)
  - Catena Reichenspitze-Vetta d'Italia (D.8)
    - Costiera del Reichenspitze (D.8.a)
    - Massiccio della Vetta d'Italia (D.8.b)

  - Catena Nord-orientale della Zillertal(D.9)
    - Costiera del Gerlos (D.9.a)
    - Costiera dello Schönach (D.9.b)
    - Costiera del Wimmer (D.9.c)
    - Costiera dello Schwarzach (D.9.d)
    - Costiera dello Ziller (D.9.e)

Oltre a questa suddivisione principale la SOIUSA individua anche due settori di sottosezione:
- Alpi Breonie Orientali: formate dal supergruppo Catena Croda Alta-Olperer
- Alpi Aurine: formate dagli altri supergruppi.

## Vette principali
Le montagne principali delle Alpi della Zillertal sono:
- Gran Pilastro (ted. Hochfeiler) - 3.510 m
- Grande Mèsule (Großer Möseler) -  3.479 m
- Olperer - 3.476 m
- Gran Vedretta (Hochfernerspitze) - 3.470 m
- Hintereweissspitze - 3431 m
- Cima di Campo (Turnerkamp) - 3.418 m
- Schrammacher - 3.410 m
- Fußstein - 3.380 m
- Monte Lovello (Großer Löffler) - 3.376 m
- Punta Bianca (Hoher Weißzint) - 3.371 m
- Sasso Nero (Schwarzenstein) - 3.369 m
- Reichenspitze - 3.303 m
- Croda Alta (Hohe Wand) - 3.287 m
- Monte Fumo (Rauchkofel) - 3.251 m
- Gefrorene Wand - 3.250 m
- Hoher Riffler, 3.231 m
- Punta di Valle (Wollbachspitze) - 3.210 m
- Picco della Croce (Wilde Kreuzspitze) - 3.135 m
- Monte Gerla (Kraxentrager) - 2.999 m
- Vetta d'Italia (Glockenkarkopf) - 2.912 m
- Cima Cadini (Napfspitze) - 2.888 m
- Spina di Lupo (Wolfendorn) - 2.783 m

## Alpinismo
La catena delle Alpi Aurine venne esplorata interamente durante il XIX secolo. La prima cima ad essere salita è il monte Lovello nel 1843 dall'ing. M. V. Lipold ed un cacciatore di Mayrhofen. Successivamente vennero saliti il Grosser Mochner nel 1846 e lo Schrammacher nel 1847 da Peter Karl Thurwieser con diversi compagni. Nel resto del secolo tutte le cime e le creste principali vennero esplorate dai nomi illustri dei pionieri delle Dolomiti quali Freshfield, Fox, Tuckett i fratelli Zsigmondy ed altri.
La catena delle Alpi Aurine ha però poche pareti degne d'interesse ed è su queste che si concentrò, e tuttora è svolta, l'attività alpinistica del gruppo. Esse sono lo Schrammacher la cui parete nord venne scalata da Fritz Drasch già nel 1895, e sul cui pilastro, la Sagwand, sono state tracciate le vie più ardue della zona per opera di Paul Aschenbrenner e Hias Rebitsch; il Gran Pilastro, che presenta una bella parete nord attraversata da alcuni itinerari in ghiaccio, l'Hochfernerspitze e la vicina Hintere Weissspitze che verso la val di Vizze presentano pareti miste di roccia e ghiaccio alte fino a 1000 metri. La parete nord dell'Hochfernerspitze fu scalata nel 1929 da Kuno Baumgartner e Willy Mayr attraverso la seraccata di destra, via raddrizzata poi da Karl Baumann ed Erich Vanis nel 1949. Il difficile Griesferner (seraccata di sinistra) fu invece salita nel 1942 da Toni Hackl, Bertl Herbst e Hans Veiglhuber. La vicina ed ancora più impervia parete nord dell'Hintere Wiessspitze fu invece esplorata negli anni '70 da Heinz Steinkotter.

## Rifugi

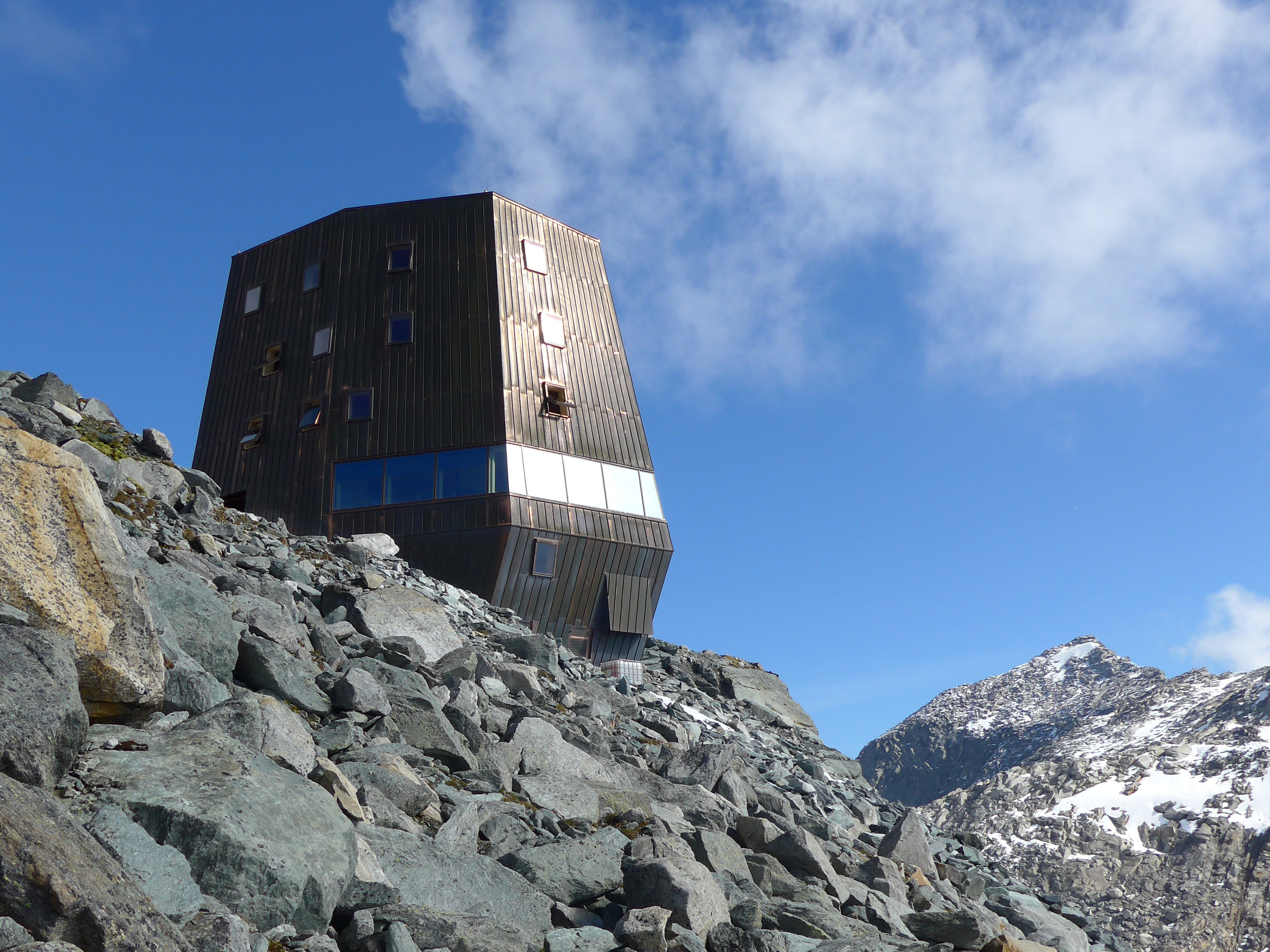
Rifugio al Sasso Nero

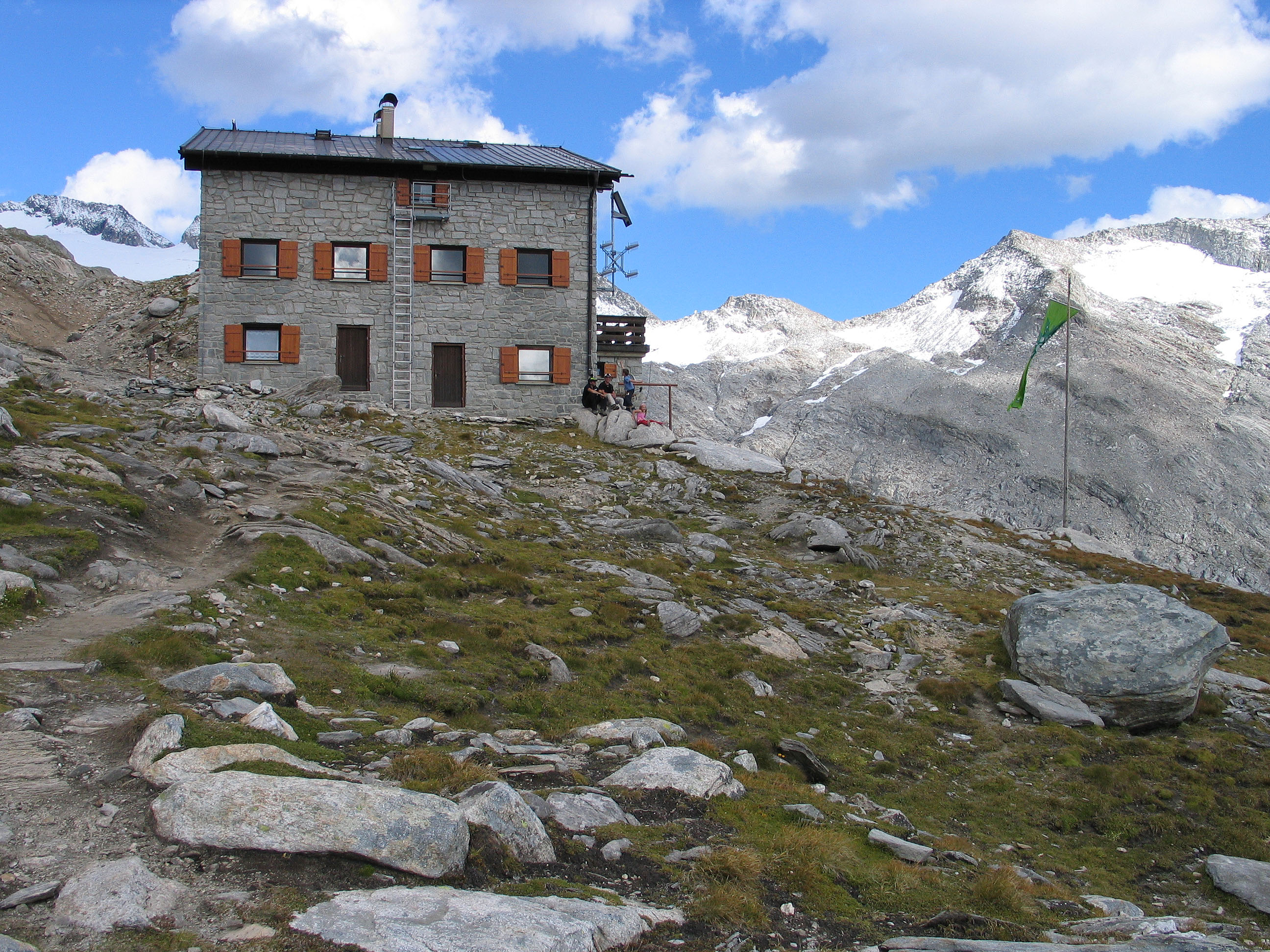
Rifugio Gran Pilastro

Il gruppo montuoso, per facilitare l'escursionismo e l'ascesa alle vette, è dotato di diversi rifugi:
- Rifugio al Sasso Nero - 3.026 m
- Rifugio Gran Pilastro - 2.710 m
- Rifugio Venna alla Gerla - 2.693 m
- Rifugio Vetta d'Italia - 2.568 m
- Rifugio Passo Ponte di Ghiaccio - 2.545 m
- Friesenberghaus - 2.498 m
- Olpererhütte - 2.389 m
- Plauener Hütte - 2.363 m
- Zittauer Hütte - 2.330 m
- Geraer Hütte - 2.324 m
- Rifugio Giovanni Porro - 2.319 m
- Rifugio Bressanone - 2.307 m
- Furtschaglhaus - 2.295 m
- Rifugio Passo di Vizze - 2.276 m
- Karl-von-Edel-Hütte - 2.238 m
- Greizer Hütte - 2.227 m
- Kasseler Hütte - 2.177 m
- Berliner Hütte - 2.042 m
- Gamshütte - 1.921 m
- Kolmhaus - 1.845 m